# Abmischung
Abmischung (engl. „mixing“ oder „mixdown“) ist in der Audio-Produktion (Musik, Film, Hörspiel, Hörbuch usw.) die Zusammenfügung aller analog oder digital bearbeiteten einzelnen Tonspuren zu einer Einheit, dem Summensignal (engl. „stem“). Es handelt sich um den vorletzten Prozess im Tonstudio, dem nur noch das Mastering folgt.
Beim Film wird unter Abmischung im weiteren Sinne die gegenseitige Abstimmung der Tonspuren (Dialoge, Geräusche, Musik, Soundeffekte und Effektgeräusche) und im engeren Sinne die Mischung der vielen Toninformationen zu einem Masterband und die Verbindung der Tonspuren mit der Masterkassette verstanden.

## Geschichte
Die Phase der Abmischung gibt es in Tonstudios erst seit der Entwicklung der Mehrspurtechnik. Das Mehrspurverfahren begann im Januar 1943 mit Zweispurtechnik, die bereits stereotauglich war. Die Toningenieure Helmut Krüger und Ludwig Heck begannen zu jener Zeit bei der Reichsrundfunkgesellschaft in Berlin mit der Anfertigung von Stereoaufnahmen für Archivzwecke. Eine Abmischung im heutigen Sinne war dabei noch nicht möglich, da beide Spuren synchron auf demselben Tonband aufgenommen wurden und dieselben Tonsignale aufnahmen. Erst der von Ampex im Oktober 1955 vorgestellte Dreispur-Recorder („Selective Synchronous Recording“, „Sel-Sync“) erlaubte einen Overdub und ermöglichte erstmals die Anwendung von Abmischungstechniken.
Die Rock & Roll-Erfolgsautoren Jerry Leiber und Mike Stoller beschritten neue Wege in der Studiopraxis der Popmusik, als sie sich wie nie zuvor in den Aufnahmeprozess einmischten und ihre eigenen Kompositionen in der Studioarbeit umsetzten. Ihre technischen Möglichkeiten im Tonstudio waren 1955 immer noch recht bescheiden, denn es konnten lediglich verschiedene Takes zusammengefügt und Nachhalleffekte erzeugt werden. Leiber/Stoller waren ab 1956 die ersten, die zu Gestaltungszwecken in den Aufnahmeprozess massiv eingriffen und Abmischtechniken als akustisches Gestaltungsmittel einsetzten.
Phil Spector arbeitete mit Dreispurtechnik und entwickelte durch verdoppelte oder gar verdreifachte Overdubbings („double tracking“), durch den Nachhall einer Echokammer eine Phasenverschiebung und durch Überorchestrierung oder symphonische Produktion den Wall of Sound. Spector nannte seine Abmischungstechnik „kleine Symphonien für Jugendliche“ in einer wagnerischen Annäherung an den Rock & Roll. Das Endergebnis waren hoch verdichtete, für Transistorradios gedachte Musikproduktionen.
Noch stärkeren Wert auf Abmischungstechniken legte der Beatles-Musikproduzent George Martin, der überwiegend mit Vierspurtechnik aufnahm. Er und die Toningenieure Norman Smith und Geoff Emerick versuchten ab 1967, die Klangbilder der Beatles zu interpretieren und auf Band zu konservieren. John Lennon stellte sich beim Titel Being for the Benefit of Mr. Kite! eine Kirmes- oder Zirkusatmosphäre vor, weswegen man eine Collage zirkustypischer Dampforgelaufnahmen einbaute.

## Tonstudio
In der fortgeschrittenen analogen Zeit waren Tonbandgeräte (Mehrspurrekorder) und Tonbänder für das Mehrspurverfahren vorgesehen. Aus dieser Zeit hat sich der Begriff „Tonspur“ in die digitale Technik hinübergerettet, obwohl es sich hierbei heutzutage um getrennte Audiodateien handelt. Während des Aufnahmeprozesses („recording session“) werden einzelne Instrumente und Stimmen auf individuelle Tonspuren aufgenommen; die ursprüngliche Klangeinheit wird dadurch in ihre Klangquellen zerlegt. Dabei wird für jedes Instrument eine eigene Spur reserviert und vom Rest der Klangquellen separiert. Die Anzahl der verwendeten Spuren hängt von der Anzahl der Instrumente und der Anzahl der für die Aufnahme verwendeten Mikrofone ab. Die Aufnahme auf getrennten Dateien oder Tonspuren hat den Vorteil, dass die auf einer einzelnen Spur befindlichen stimmlichen oder instrumentalen Mängel einzeln bearbeitet werden können oder nur die betroffene Spur neu aufgenommen wird. Eine Neuaufnahme mit allen Beteiligten – wie es bei der Einspurtechnik erforderlich wäre – bleibt somit erspart.

### Abmischungsphasen in der populären Musik
Ist bei allen Tonspuren das letzte Take aufgenommen, können in einer weiteren Phase alle selektierten Tonspuren zu einer Einheit zusammengefügt werden. Hierdurch soll ein natürlich klingender, ausgewogener und kommerziell verwertbarer Gesamtklang erreicht werden. Beim Mixing werden die Lautstärken der einzelnen Tonspuren aufeinander angepasst und diese im Stereopanorama, rechts und links, oder auf einem Kanal verteilt. Insbesondere wird die Balance der Pegel zwischen Rhythmusgruppe, Hintergrundinstrumenten und Hintergrundgesang sowie Leadinstrumenten und -gesang festgelegt. Der Mixing-Engineer kann die Musik so abbilden, wie sie auf einem Konzert klänge (etwa Schlagzeug und Sänger in der Mitte, Bass daneben und Gitarren an den Seiten). Es gibt jedoch auch Abmischungen mit komplexen Soundcollagen, bei denen von vorneherein feststeht, dass sie bei Live-Auftritten nicht mehr reproduzierbar sind (etwa Teile der Beatles-LP Sgt. Pepper’s Lonely Hearts Club Band).

### Nachbearbeitung
Es gibt die nicht-additive und die additive Klangbearbeitung. Bei der nicht-additiven geht es um Stummschaltung einzelner Tonspuren (mute) oder Lautstärkeanpassung der Spuren (Pegel). Die additive Klangbearbeitung findet im Rahmen der Postproduktion (Nachproduktion; „post-production“) statt. Hier können die einzelnen Tonspuren mit Soundeffekten bearbeitet werden. Diese sorgen einerseits dafür, dass jedes Instrument als solches wahrgenommen werden kann und andererseits das Musikstück als Einheit entsteht. Der Equalizer schafft mehr Raum für andere Tonspuren und arbeitet den Charakter eines Instruments stärker heraus. Nachhall oder Kompression sorgen dafür, dass der Song zu einer Einheit reift. Der Mixing-Prozess findet seinen Abschluss darin, dass das Musikstück auf eine einzige Stereospur (mit jeweils einem Kanal links und einem rechts) zusammengefasst wird. Es ergibt sich daraus ein fertig synchronisierter Musiktitel, der als Grundlage für das Mastertape dient. Insgesamt wird beim Abmischen die musikalische Balance hergestellt und die klangliche Gestaltung abgeschlossen.

### Tonmeister
Der Tonmeister (oder „mixing engineer“) bedient sich bei der Abmischung eines Mischpultes (Konsole), das für jede Tonspur eigene Regelungsmöglichkeiten und Effekte vorsieht. Die Abmischung durch den Tonmeister ist in der Pop- und Rockmusik im Hinblick auf die Klangqualität als eigenständiges ästhetisches Gestaltungsmittel von größter Bedeutung. 
So sorgte beispielsweise Chefingenieur Lawrence Thomas Horn bei Motown Records für die endgültige Abmischung. Deren Ergebnis wurde freitags dem Labelinhaber Berry Gordy im Rahmen der „Quality Control“ vorgelegt und begutachtet, bevor es zum Mastering kam. Wesentliches Kriterium war die Filterung des Klangs, damit durch das belassene Spektrum der Obertöne Residualtöne entstanden.

## Film
Als Mischung (engl. „mix“ oder „re-recording“) wird bei der Filmproduktion der Prozess bezeichnet, bei dem aus den verschiedenen Toninformationen, die bei der Entstehung eines Films zustande kamen, ein Masterband hergestellt wird. Hierfür werden insbesondere Atmosphäre, Originalton, Synchronisation oder Soundeffekte zusammengeführt. Als Vormischung („premix“) wird die Zusammenführung mehrerer Spuren des gleichen Tontyps (Geräusch, Sprache, Musik) bezeichnet, Endmischung („final mix“) ist die Zusammenführung der vorgemischten Spuren mit den Musikspuren.

## Abgrenzung
Im engeren Sinn gehört die Abmischung bereits zur Postproduktion (Nachbearbeitung). Zur Postproduktion zählen bei der Musikproduktion alle Vorgänge, die zwischen dem Ende der Musikaufnahmen und der Auslieferung des fertigen Masterbandes liegen. Auch das an das Mixing anschließende Audio Mastering ist Teil der Nachbearbeitung.
In der Phasengliederung einer Filmproduktion sind Nachproduktion sämtliche Vorgänge, die zwischen dem Ende der Dreharbeiten und der Auslieferung des fertigen Films liegen. Das während der Dreharbeiten entstandene Film- und Tonmaterial wird geordnet und geschnitten, bild- und tontechnisch bearbeitet, Spezialeffekte eingefügt, die Farben korrigiert, der Ton angelegt sowie die Kopierwerksarbeiten koordiniert, überwacht und kontrolliert.